# 布川村
布川村（ぬのかわむら）は、かつて新潟県東頸城郡にあった村。

## 沿革
- 1889年（明治22年）4月1日 - 町村制施行に伴い東頸城郡赤倉村、坪野村、五十子平村、下鰕池村、東川村、上鰕池村、中尾村、藤倉村、東山村（一部）が合併し、布川村が発足。
- 1901年（明治34年）11月1日 - 東頸城郡松之山村、松里村と合併し、松之山村を新設して消滅。